# Ironman 70.3 Pays d'Aix France

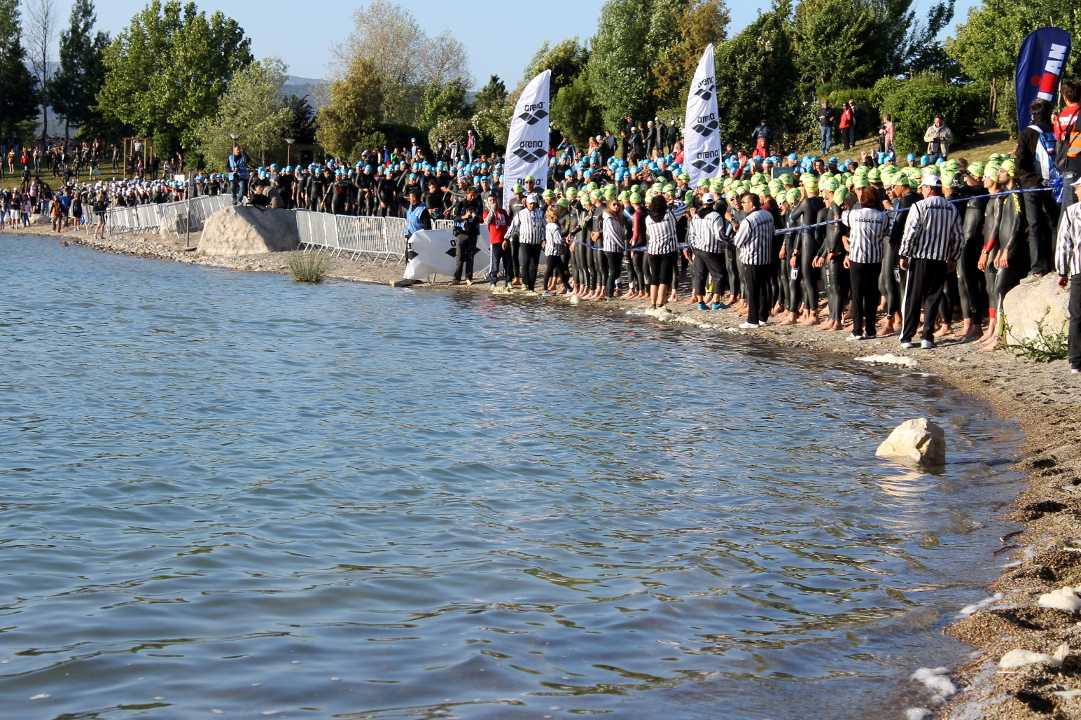
Schwimmstart beim Ironman 70.3 Pays d'Aix, 2014

Der Ironman 70.3 Aix-en-Provence ist eine seit 2011 im französischen Aix-en-Provence stattfindende Triathlon-Sportveranstaltung über die Mitteldistanz 1,9 km Schwimmen, 90 km Radfahren und 21,1 km Laufen.

## Organisation
Ironman 70.3 ist ein geschütztes Markenzeichen des chinesischen Dalian Wanda Konzerns bzw. dessen Tochterunternehmens WTC, die ursprünglich dessen Nutzung gegen Zahlung von Lizenzgebühren an unabhängige Veranstalter vergab und seit 2009 zunehmend auch selbst als Veranstalter auftritt.
Der Ironman 70.3 Pays d’Aix France wurde erstmals am 25. September 2011 ausgetragen und es werden hier jährlich 35 Startplätze für die Ironman-70.3-Weltmeisterschaft vergeben.
Bis 2013 wurde das Rennen im September ausgetragen und seit 2014 findet es im Mai statt.

2016 musste witterungsbedingt das Schwimmen gestrichen werden und das Rennen startete ersatzlos mit dem Radfahren.
Der Deutsche Andreas Böcherer und der Franzose Bertrand Billard konnten das Rennen bislang dreimal für sich entscheiden, die Französin Jeanne Collonge zweimal.
Das Rennen wurde zuletzt und zum 14. Mal am 18. Mai 2025 ausgetragen und es stellten der Norweger Kristian Blummenfelt mit 3:41:08 Stunden sowie die Französin Marjolaine Pierré mit 4:11:57 Stunden neue Streckenrekorde ein.

### Streckenverlauf
- Geschwommen wird eine Runde im See von Peyrolles-en-Provence (etwa 20 km von Aix-en-Provence entfernt).
- Die Radstrecke über 90 km startet in Peyrolles und endet im Zentral von Aix-en-Provence.
- Die abschließende Laufstrecke über die Halbmarathon-Distanz verläuft über einen viermal zu absolvierenden Rundkurs.

## Ergebnisse
| N ° | Datum/Jahr    | Männer                    | Männer               | Männer                    | Frauen                 | Frauen            | Frauen            |
| N ° | Datum/Jahr    | Erster Platz              | Zweiter Platz        | Dritter Platz             | Erster Platz           | Zweiter Platz     | Dritter Platz     |
| --- | ------------- | ------------------------- | -------------------- | ------------------------- | ---------------------- | ----------------- | ----------------- |
| 15  | 17. Mai 2026  |                           |                      |                           |                        |                   |                   |
| 14  | 18. Mai 2025  | Kristian Blummenfelt (SR) | Casper Stornes       | Simon Viain               | Marjolaine Pierré (SR) | Lizzie Rayner     | Lena Meißner      |
| 13  | 19. Mai 2024  | Ruben Zepuntke            | Simon Viain          | Louis Naeyaert            | Marion Legrand         | Hanne De Vet      | Julie Iemmolo     |
| 12  | 21. Mai 2023  | Dylan Magnien             | Bart Aernouts        | Bradley Weiss             | Emma Pallant -2-       | Tamara Jewett     | Emilie Morier     |
| 11  | 22. Mai 2022  | Clement Mignon            | Scott Steenberg      | Mattia Ceccarelli         | Bárbara Riveros        | Alexia Bailly     | Anne Reischmann   |
| 10  | 19. Sep. 2021 | Arthur Horseau            | Christophe De Keyser | Maurice Clavel            | Imogen Simmonds        | Chloe Lane        | Lena Berlinger    |
| 09  | 12. Mai 2019  | Andreas Böcherer -3-      | Adam Bowden          | Andreas Dreitz            | Emma Pallant           | Nikki Bartlett    | India Lee         |
| 08  | 13. Mai 2018  | Andreas Böcherer -2-      | Denis Chevrot        | Kevin Maurel              | Manon Genêt            | Lisa Hütthaler    | Fenella Langridge |
| 07  | 14. Mai 2017  | Bertrand Billard -3-      | Denis Chevrot        | Frederik Van Lierde       | Emma Bilham            | Maria Cześnik     | Natalie Seymour   |
| 06  | 1. Mai 2016 1 | Bertrand Billard -2-      | Maurice Clavel       | Christian Birngruber      | Tine Deckers           | Julia Gajer       | Nikki Bartlett    |
| 05  | 3. Mai 2015   | Andreas Böcherer          | Boris Stein          | Jan van Berkel            | Gabriella Zelinka      | Alexandra Tondeur | Camilla Pedersen  |
| 04  | 18. Mai 2014  | Bertrand Billard          | Jérémy Jurkiewicz    | Albert Moreno Molins      | Jeanne Collonge -2-    | Tine Deckers      | Gina Crawford     |
| 03  | 22. Sep. 2013 | Filip Ospalý              | Albert Moreno Molins | Victor Del Corral Morales | Susie Hignett          | Tamsin Lewis      | Rahel Küng        |
| 02  | 23. Sep. 2012 | Cyril Viennot             | Stéphane Poulat      | Hervé Banti               | Mary Beth Ellis        | Jeanne Collonge   | Sophie De Groote  |
| 01  | 25. Sep. 2011 | Stéphane Poulat           | Sylvain Sudrie       | Julien Loy                | Jeanne Collonge        | Johanna Daumas    | Erika Csomor      |

(SR: Streckenrekord)